# Klaus Blech
Klaus Blech (* 14. August 1928 in Stuttgart; † 30. März 2022 in Bad Honnef) war ein deutscher politischer Beamter und Diplomat. Er war Staatssekretär und von 1984 bis 1989 Chef des Bundespräsidialamts.

## Leben und Beruf
Klaus Blech wurde als Sohn eines Malers und Kunsthändlers, der aus Niederschlesien stammte, in Stuttgart geboren und wuchs in Heilbronn auf. Nach dem Abitur studierte er Rechtswissenschaften an den Universitäten Tübingen, Hamburg, Paris und mit der Unterstützung durch ein Fulbright-Stipendium an der University of Chicago. 1952 bestand er die erste juristische Staatsprüfung, 1958 die zweite. Im selben Jahr promovierte er in Tübingen mit einer Arbeit Über die auswärtige Gewalt der USA zum Dr. jur. und trat in den Auswärtigen Dienst ein. Zunächst wirkte er dort als Attaché im Büro des Außenministers Heinrich von Brentano. 1959 bis 1961 wirkte er in Wien und 1962 bis 1964 in Djakarta/Indonesien. Von 1965 bis 1968 diente er als Persönlicher Referent dem damaligen Staatssekretär im Auswärtigen Amt und späteren Bundespräsidenten Karl Carstens und dessen Nachfolger im Auswärtigen Amt Klaus Schütz. 1968 ging er für drei Jahre als Botschaftsrat nach Tokio. Von 1971 bis 1981 war er in Bonn u. a. als Planungschef und ab 1977 als Politischer Direktor tätig. Als Planungschef führte er in Genf die Verhandlungen zum Abschluss der KSZE-Schlussakte 1975 in Helsinki. 1981 wurde er Botschafter in Tokio.
Von 1984 bis 1989 war Blech während der ersten Amtszeit des Bundespräsidenten Richard von Weizsäcker Chef des Bundespräsidialamts. Er tauschte dann mit seinem Amtsvorgänger in Moskau, Andreas Meyer-Landrut, die Positionen und war ab 1989 bis zum Eintritt in den Ruhestand 1993 und damit während der Wiedervereinigung und der Auflösung der Sowjetunion deutscher Botschafter in Moskau.
Blech sprach unter anderem Japanisch, Russisch und Chinesisch.

## Ehrungen
- 1962: Großes Ehrenzeichen für Verdienste um die Republik Österreich[2]
- 1978: Großoffizier des portugiesischen Christusordens
- 1979: Großes Goldenes Ehrenzeichen mit dem Stern für Verdienste um die Republik Österreich[3]
- 1982: Verdienstkreuz 1. Klasse der Bundesrepublik Deutschland
- 1985: Ritter-Großkreuz des Ordens von Oranien-Nassau der Niederlande[4]
- 1986: Großes Silbernes Ehrenzeichen am Bande für Verdienste um die Republik Österreich[5]
- 1987: Großes Verdienstkreuz der Bundesrepublik Deutschland

## Schriften
- Die Behandlung internationaler Abkommen im Verfassungsrecht der Vereinigten Staaten: Untersuchgen über die auswärtige Gewalt in den U.S.A., Dissertation Universität Tübingen 1958